# Fluorid neptuničný
Fluorid neptuničný je anorganická sloučenina s chemickým vzorcem NpF5.

## Příprava
Fluorid neptuničný lze připravit redukcí fluoridu neptuniového s jodem:
10 NpF6 + I2 → 10 NpF5 + 2 IF5
Fluorid jodičný vzniká jako vedlejší produkt.
Fluorid neptuničný byl také připraven reakcí roztoku NpF -
6  s Lewisovou kyselinou fluoridem boritým ve fluorovodíku. Čistota fluoridu neptuničného byla stanovena pomocí Mössbauerovy spektroskopie, která prokázala přítomnost pouze NpV. 

## Vlastnosti
Fluorid neptuničný je radioaktivní světle modrá pevná látka. Krystalizuje v tetragonální soustavě s prostorovou grupou I4/m (Číslo 87) a parametry mřížky a = 653,58(18) pm a c = 445,62(14) pm. Fluorid neptuničný má stejnou strukturu jako α-UF5. Fotochemickým ozařováním fluoridu neptuniového vznikl amorfní materiál, o kterém se předpokládá, že to je fluorid neptuničný. Fluorid neptuničný se tepelně rozkládá při teplotě 318 °C za vzniku fluoridu neptuničitého a fluoridu neptuniového. Na rozdíl od fluoridu uraničného, fluorid neptuničný nereaguje s chloridem boritým, ale reaguje s fluoridem lithným v bezvodém fluorovodíku za vzniku LiNpF6.